# Liste der Wasserschutzgebiete im Landkreis Göppingen
In der Liste der Wasserschutzgebiete im Landkreis Göppingen sind Wasserschutzgebiete (WSG) im Landkreis Göppingen in Baden-Württemberg aufgeführt. Sie ist nach den offiziellen WSG-Nummern sortiert. In den Wasserschutzgebieten gelten für die Gewässer (Grundwasser, oberirdische Gewässer) besondere Ge- und Verbote, um das Wasser vor Verunreinigungen zu schützen. Die für die Wasserschutzgebiete zuständige Dienststelle ist das Landratsamt des Landkreises Schwäbisch Hall.
Diese Liste ist Teil der übergeordneten Liste der Wasserschutzgebiete in Baden-Württemberg und erhebt keinen Anspruch auf Vollständigkeit.

## Geschichte
Der Landkreis Göppingen macht jährlich Angaben zur Entwicklung der Nitratkonzentrationen in den einzelnen Wasserschutzgebieten und erlässt für das folgende Jahr entweder Auflagen für Landwirte oder lockert bisherige Bewirtschaftungsauflagen auf der Grundlage der seit 1988 geltenden Schutzgebiets- und Ausgleichsverordnung (SchALVO) des Landes Baden-Württemberg. Diese Verordnung wurde zum 1. März 2001 novelliert. Neben der Einhaltung bestimmter Nitrat-Boden-Werte, die jährlich vom 15. Oktober bis 15. November gemessen werden, ist im Rahmen der SchALVO unter anderem vorgeschrieben, dass in den Wasserschutzgebieten Düngung und Pflanzenschutzmaßnahmen nach guter fachlicher Praxis erfolgen müssen, um das Grundwasser vor Beeinträchtigung durch Stoffeinträge aus der Landbewirtschaftung zu schützen.

## Wasserschutzgebiete im Landkreis Göppingen
Grundlage: Daten aus dem Umweltinformationssystem (UIS) der LUBW Landesanstalt für Umwelt Baden-Württemberg

| WSG-Nr. | WSG-Name                                  | Hauptgemeinde  | Lage | Fläche (Hektar) | Datum (Rechtsverordnung) | Bild |
| ------- | ----------------------------------------- | -------------- | ---- | --------------- | ------------------------ | ---- |
| 117005  | WSG Tiefbrunnen Bünzwangen I+II           | Ebersbach      | ⊙    | 147,60          | 2004-01-09               |      |
| 117007  | WSG Ulmer Strasse                         | Göppingen      | ⊙    | 147,23          | 1978-02-27               |      |
| 117008  | WSG Sickergalerie Eislingen               | Eislingen      | ⊙    | 102,12          | 1966-05-05               |      |
| 117009  | WSG Ferenbrunnen                          | Süßen          | ⊙    | 238,49          | 1990-08-27               |      |
| 117010  | WSG Obere Schorteile                      | Gingen         | ⊙    | 227,81          | 1992-12-07               |      |
| 117011  | WSG Espan                                 | Kuchen         | ⊙    | 15,34           | 1976-07-02               |      |
| 117012  | WSG Maehdlesberg, Roter Stich             | Eschenbach     | ⊙    | 56,00           | 2002-09-12               |      |
| 117014  | WSG Gairen- und Gefällquellen             | Schlat         | ⊙    | 94,86           | 1989-06-05               |      |
| 117016  | WSG Sielenwang                            | Heiningen      | ⊙    | 85,26           | 1998-10-29               |      |
| 117017  | WSG Haldenquellen                         | Gammelshausen  | ⊙    | 125,90          | 2005-07-01               |      |
| 117018  | WSG Ditschental                           | Gruibingen     | ⊙    | 159,97          | 1991-01-14               |      |
| 117022  | WSG Sickergalerie Eybach                  | Geislingen     | ⊙    | 35,89           | 1968-12-28               |      |
| 117023  | WSG Gentenried I+II                       | Ebersbach      | ⊙    | 2498,67         | 1993-07-14               |      |
| 117024  | WSG Nassachtal                            | Uhingen        | ⊙    | 1040,76         | 1993-06-28               |      |
| 117026  | WSG Lauteräckerquelle                     | Lauterstein    | ⊙    | 70,01           | 2003-12-12               |      |
| 117027  | WSG Weinhaldenquelle                      | Lauterstein    | ⊙    | 53,83           | 2004-11-12               |      |
| 117028  | WSG Ölklingenquelle                       | Lauterstein    | ⊙    | 158,72          | 2003-04-04               |      |
| 117029  | WSG Magentalquelle                        | Böhmenkirch    | ⊙    | 436,94          | 1991-04-30               |      |
| 117030  | WSG Heiligenbrunnen                       | Bad Überkingen | ⊙    | 62,11           | 2001-11-02               |      |
| 117033  | WSG Herrenwiesental, Siebenbrunnenquellen | Gingen         | ⊙    | 216,42          | 1996-11-06               |      |
| 117035  | WSG Hartelquelle I,II,III                 | Bad Ditzenbach | ⊙    | 207,99          | 1991-02-01               |      |
| 117037  | WSG Ditzenbacher Straße                   | Deggingen      | ⊙    | 701,19          | 2000-10-19               |      |
| 117039  | WSG Oedachsee                             | Rechberghausen | ⊙    | 1104,16         | 1997-06-25               |      |
| 117040  | WSG Rinnenquellen                         | Deggingen      | ⊙    | 80,74           | 1985-04-18               |      |
| 117041  | WSG Pulvermühle                           | Deggingen      | ⊙    | 453,37          | 1995-12-07               |      |
| 117070  | WSG Tiefbrunnen Weiler                    | Ebersbach      | ⊙    | 76,33           | 1991-09-05               |      |
| 117106  | WSG Brunnwiesen                           | Donzdorf       | ⊙    | 1040,36         | 1992-11-14               |      |
| 117107  | WSG Grünbachquellen                       | Donzdorf       | ⊙    | 487,72          | 1993-06-30               |      |
| 117111  | WSG Rohrachtal                            | Geislingen     | ⊙    | 3408,62         | 1992-06-10               |      |
| 117112  | WSG Bad Überkingen                        | Bad Überkingen | ⊙    | 2816,21         | 1993-08-12               |      |
| 117113  | WSG Badhalde I+II; Asangquelle            | Bad Ditzenbach | ⊙    | 806,93          | 1997-09-25               |      |
| 117114  | WSG Krähensteigquelle                     | Bad Ditzenbach | ⊙    | 1200,97         | 1998-01-25               |      |
| 117115  | WSG Todtsburgquelle/Brunnen V-VIII        | Mühlhausen     | ⊙    | 1758,53         | 2003-03-07               |      |
| 117117  | WSG Helenenquelle I+II, Felsentalquelle   | Geislingen     | ⊙    | 1057,77         | 2006-10-20               |      |
| 117118  | Soldaten-, Hagenmeierquellen              | Börtlingen     | ⊙    | 60,63           | 2000-11-16               |      |